# 金山栄治
金山 栄治（かなやま えいじ、1973年12月27日 - ）は、競輪選手。日本競輪選手会福井支部所属（登録地は滋賀県）。日本競輪学校（当時。以下、競輪学校）第72期生。師匠は七竹茂（33期）。

## 来歴
崇徳高等学校を経て競輪学校に入学。在校競走成績は29位（18勝）。
デビュー当時は広島支部所属で、ホームバンクは広島競輪場であった。1993年8月14日、松阪競輪場でデビューし8着。初勝利は同年8月22日の伊東温泉競輪場。
常に打鐘先行を心がける思い切った競走を武器に、1995年の全日本選抜競輪（青森競輪場）で、現在のGI初出場ながらも優出（9着）。その後、同年の寬仁親王牌・世界選手権記念トーナメント（前橋競輪場）でも決勝に進出（9着）した。さらに同年の競輪祭・新人王戦（小倉競輪場）で優勝。続くふるさとダービー（和歌山競輪場）でも決勝（9着）に進出。
その後は2000年の共同通信社杯競輪（高松競輪場、9着）と高松宮記念杯競輪（大津びわこ競輪場、6着）でそれぞれ決勝進出した程度だが、2019年現在も現役を続けている。現在の戦法は「追込」だが、稀に捲りを放つこともある。
2011年6月8日、別府競輪場で通算300勝を達成。
栗東トレーニングセンター所属の鮫島一歩厩舎で調教助手を務める美世子夫人との結婚を機に、滋賀県に活動拠点を移した。

## 主な獲得タイトル
- 1995年 - 競輪祭新人王（小倉競輪場）